# Église San Martino de Castello
Pour les articles homonymes, voir Église San Martino.
L’église San Martin de Geminis est une église catholique de Venise, en Italie. Le saint patron de l'église est Saint Martin de Tours.

## Localisation
L'église est située dans le sestiere de Castello.

## Historique
Cette église aurait été fondée selon la tradition en 650, mais des refondations en 932 et 1026 sont plus fiables. La famille Matono aurait contribué à sa restauration.

L'église actuelle date d'une refondation de 1540, selon le dessin de Sansovino et financée par Antonio Contarini. Terminée en 1619, elle fut consacrée en 1653.
Les Dominicains du Tiers-Ordre, qui vivaient dans deux maisons au saints Apostoli et saint Martin, ont été combinés dans ce dernier en 1616.
La dédicace à Saint-Martin de Tours suggère la présence d'une colonie de Lombards, particulièrement dévoués à ce saint, ou la présence de fugitifs de Ravenne, qui auraient fait référence au saint patron de leur église.
En 1649, sur autorisation du Patriarche Francesco Morosini, ils y érigèrent un petit oratoire, puis se réduisirent dans un état de parfaite communauté en n'admettant que des vierges de dix-huit ans.  Dans la même année 1649, ils obtiennent du Sénat d'être soumis au patronage public.
Le monastère a été supprimé le 29 juin 1806.
La façade fut érigée en 1897 d'après le dessin de Federico Berchet et l'architecte Domenico Rupolo. Ils gardèrent le portail de Sansovino, à la droite duquel se trouve une bocca di leone (bouche de lion) permettant jadis le dépôt d'accusations anonymes.

## Description

### Extérieur de l'église

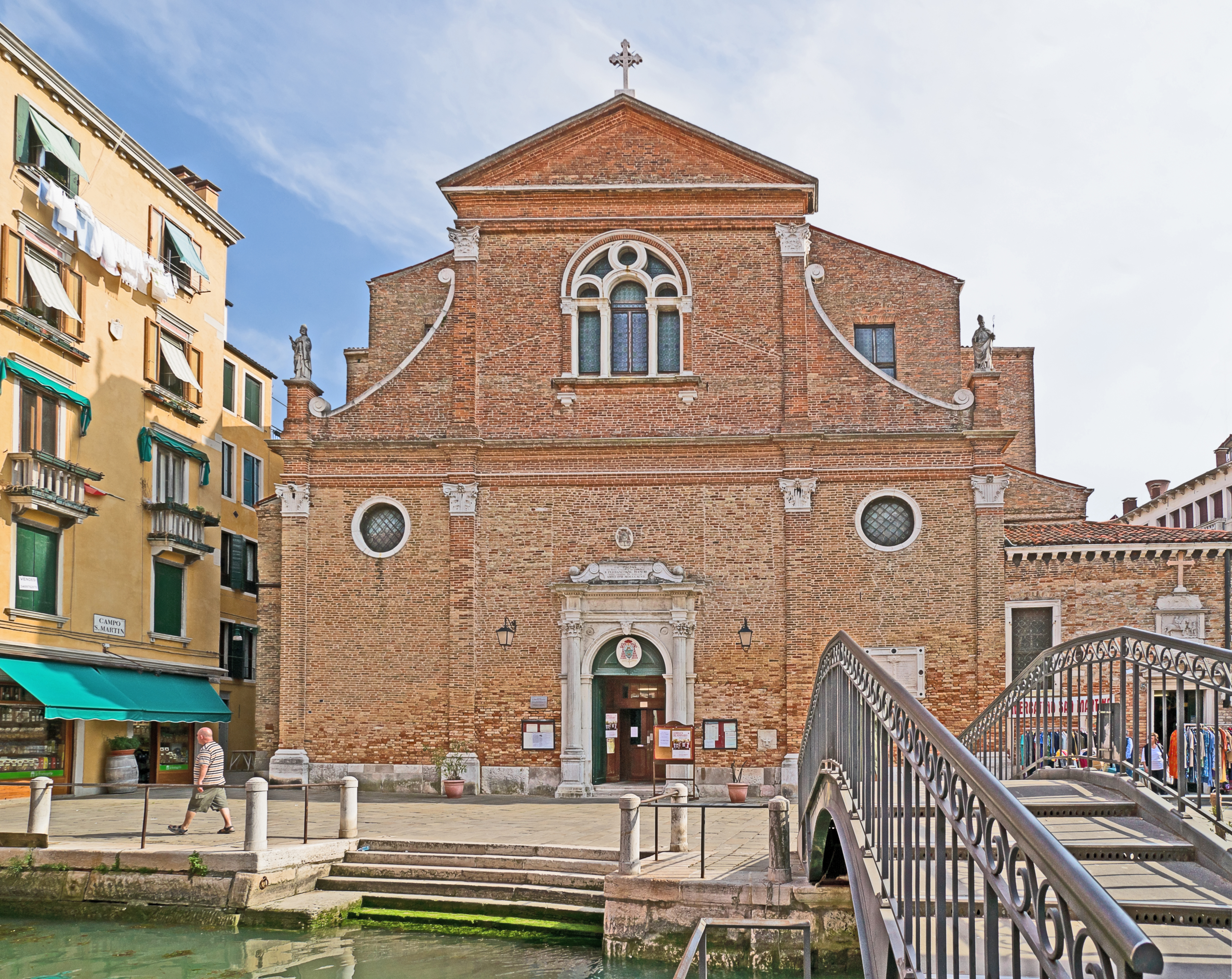
Façade et le Ponte dei Penini
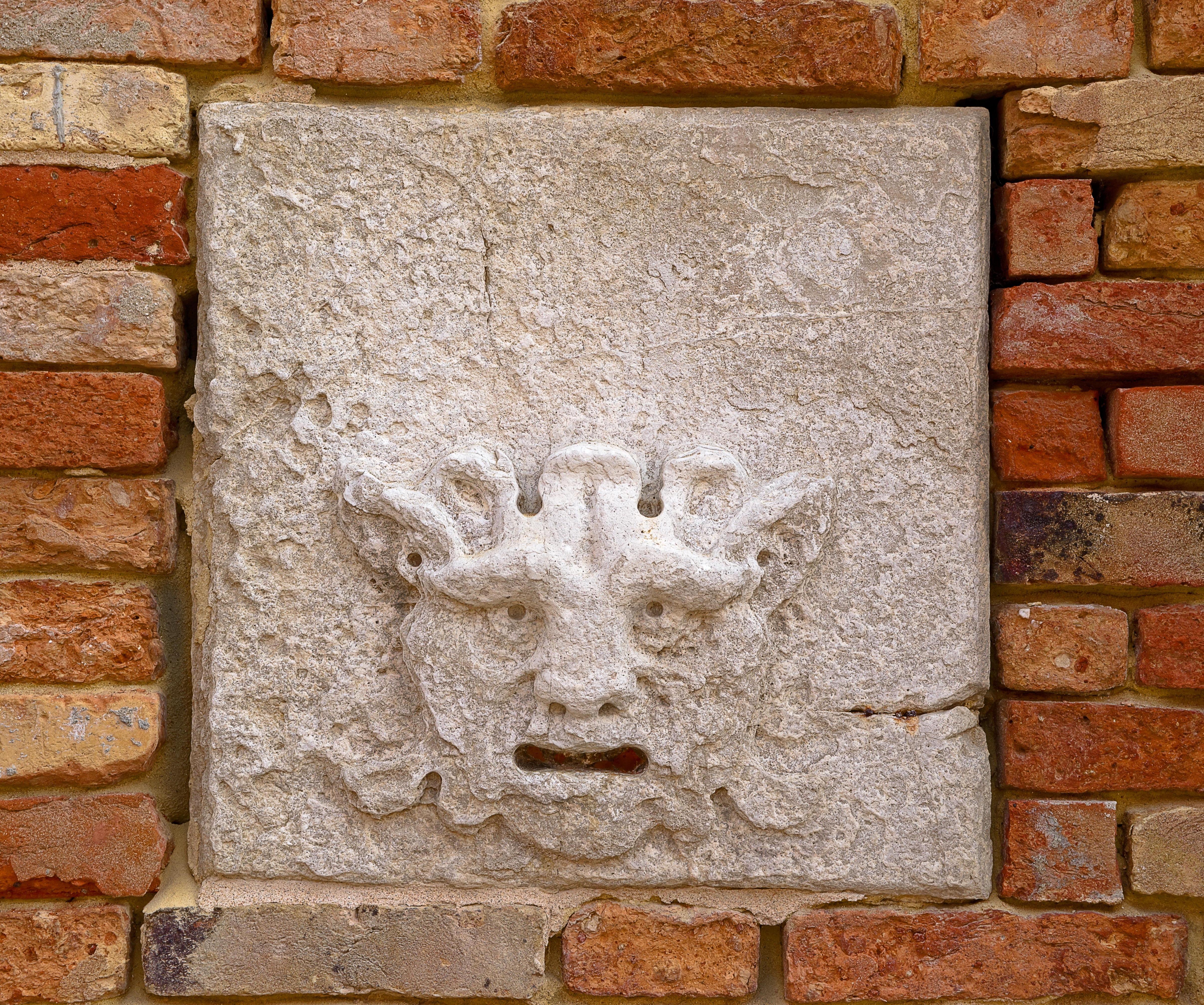
"Bouche de lion", boite aux lettres pour les dénonciations.
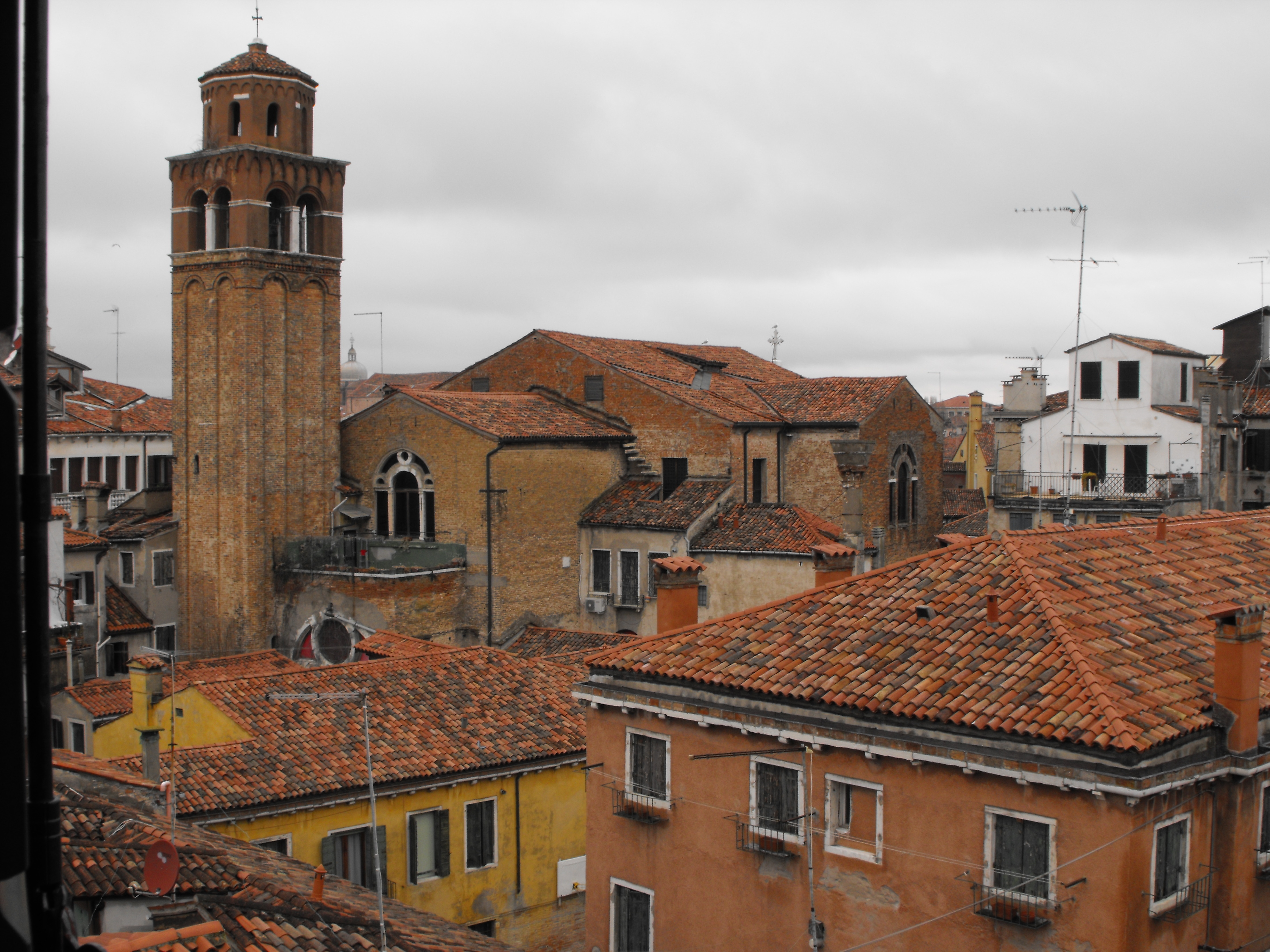
Le Campanile de l'église.
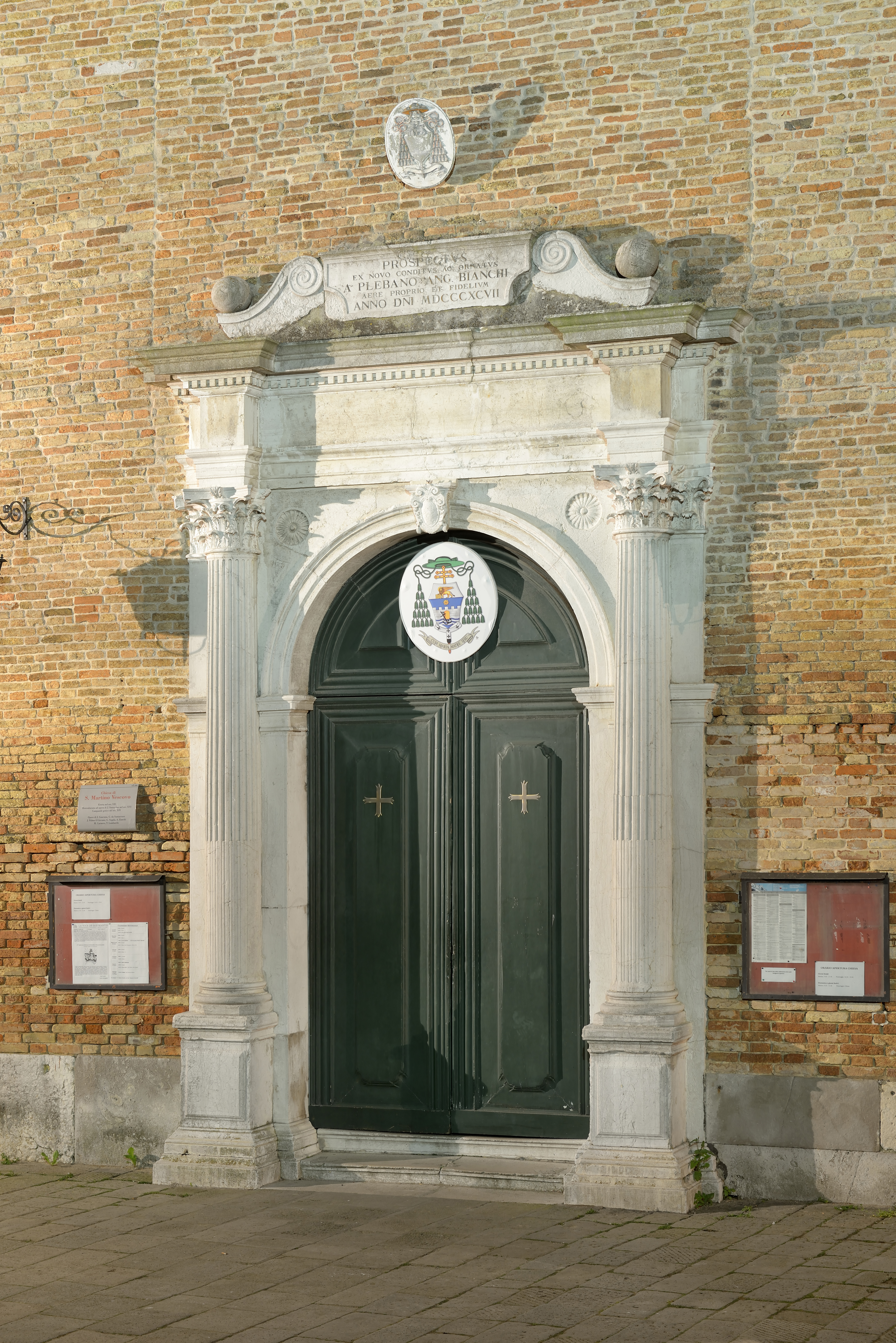
Le portail de nuit avec les armes de Saint Martin.

### Intérieur de l'église
L'église est en forme de croix grecque avec huit chapelles par paires aux angles. La décoration intérieure date du XVIIIe siècle.
Le plafond est décoré avec des perspectives en trompe-l'œil de Domenico Bruni. Au centre se trouve La gloire de Saint Martin de Jacopo Guarana. 
À côté de la chaire se trouve une table d'autel avec des jambes en forme d'anges de Tullio Lombardo provenant de l'église démolie de Sansepolcro. 
La plus grande chapelle est ornée de fresques de Fabio Canal. La tombe du doge Francesco Erizzo se trouve au-dessus de la porte latérale. Son ancien palais est visible à travers cette porte. 
Derrière l'écran de l'autel se trouve le chemin du Calvaire de Palma le Jeune.

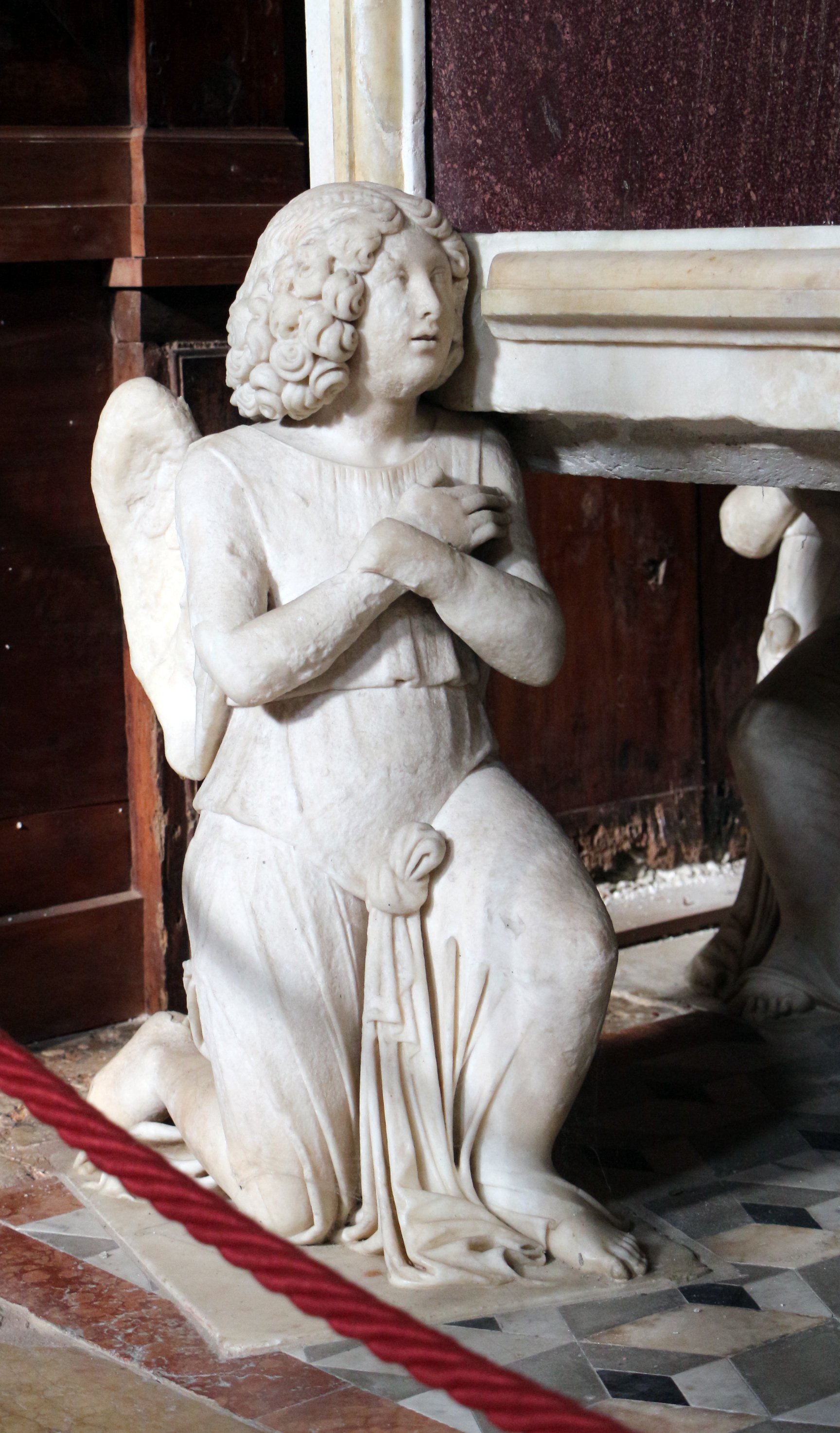
Les anges au pied de
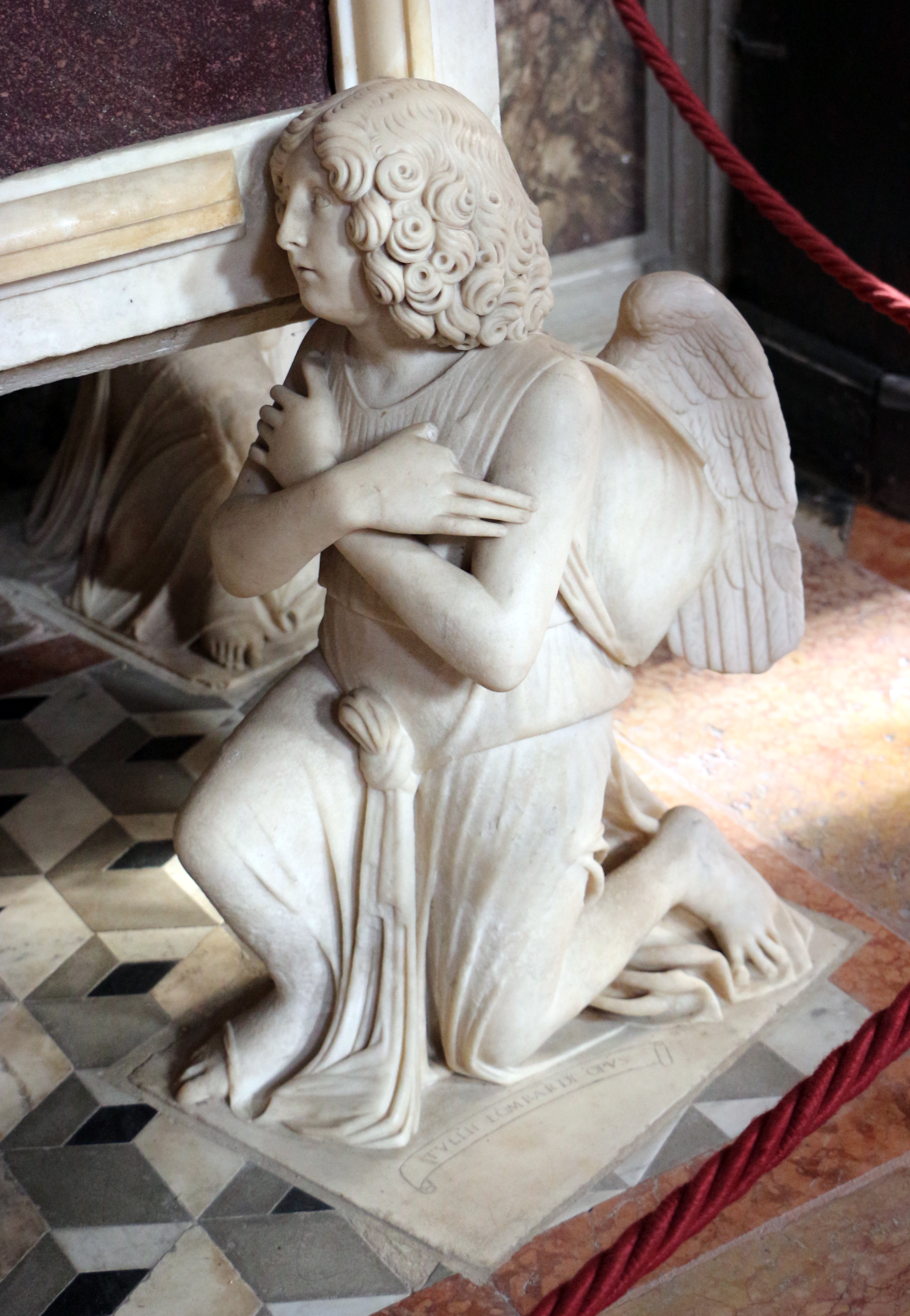
l'autel de Lombardo
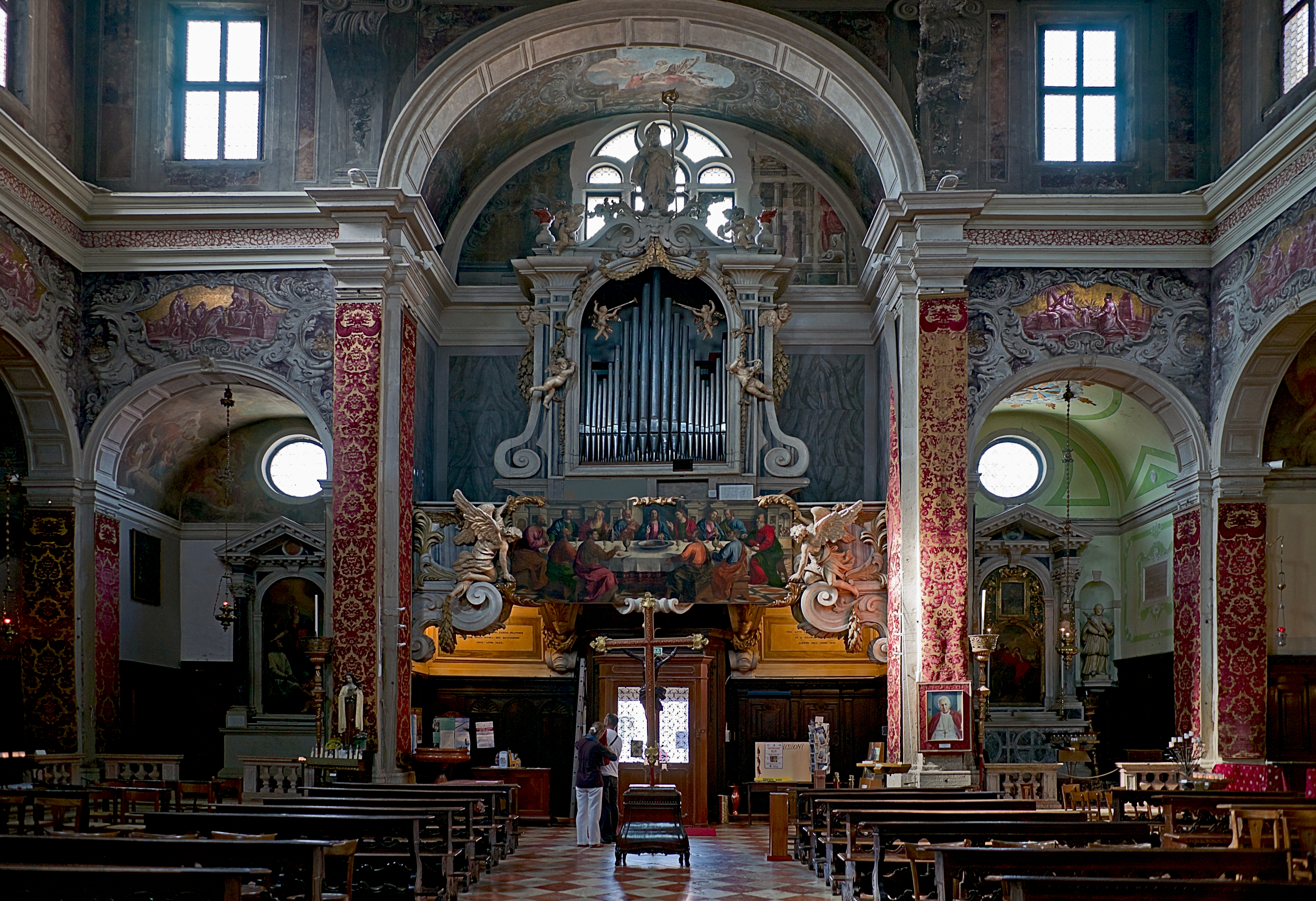
L'orgue
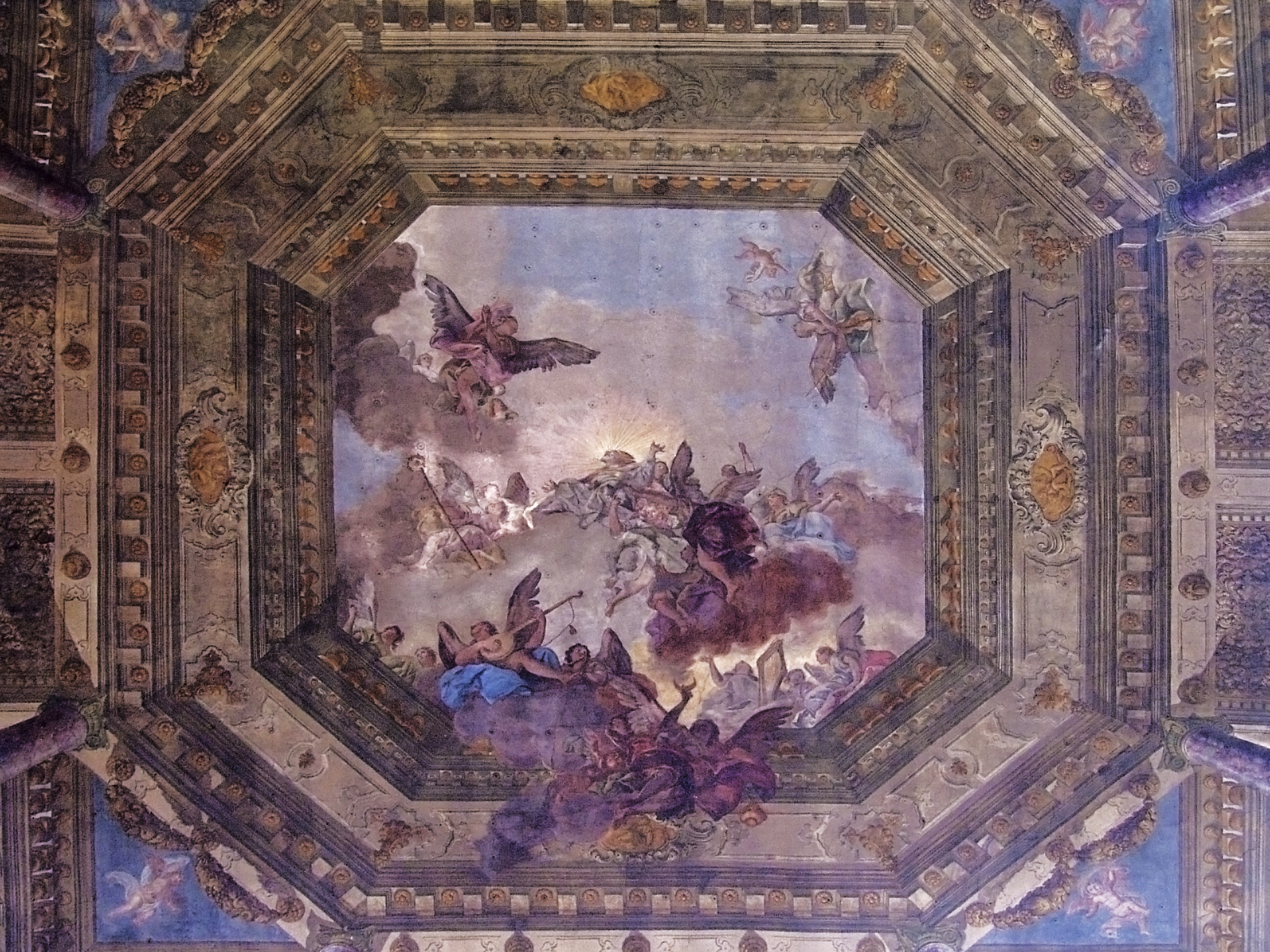
La fresque du plafond central de Domenico Bruni.
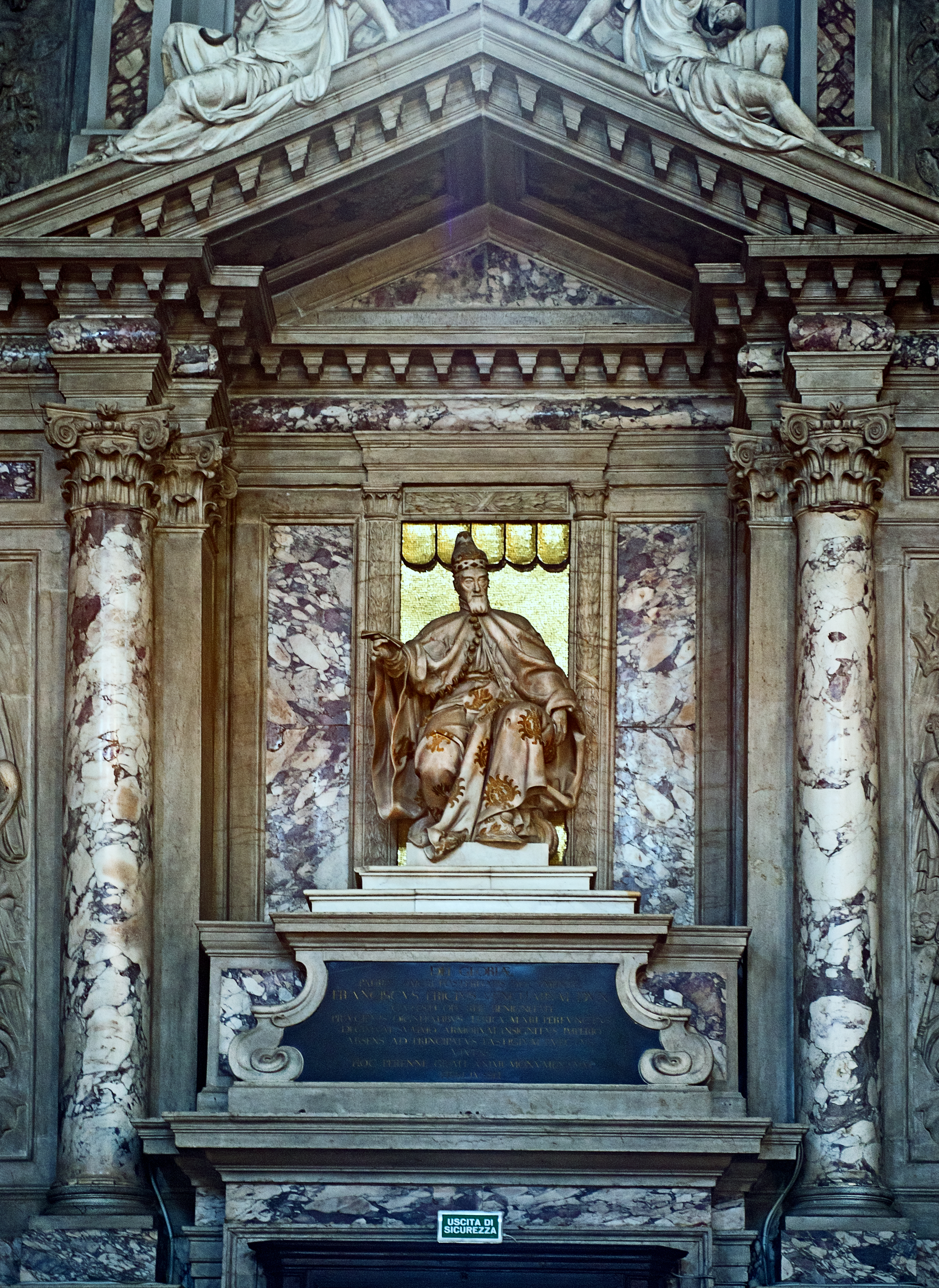
Tombe du Doge Francesco Erizzo
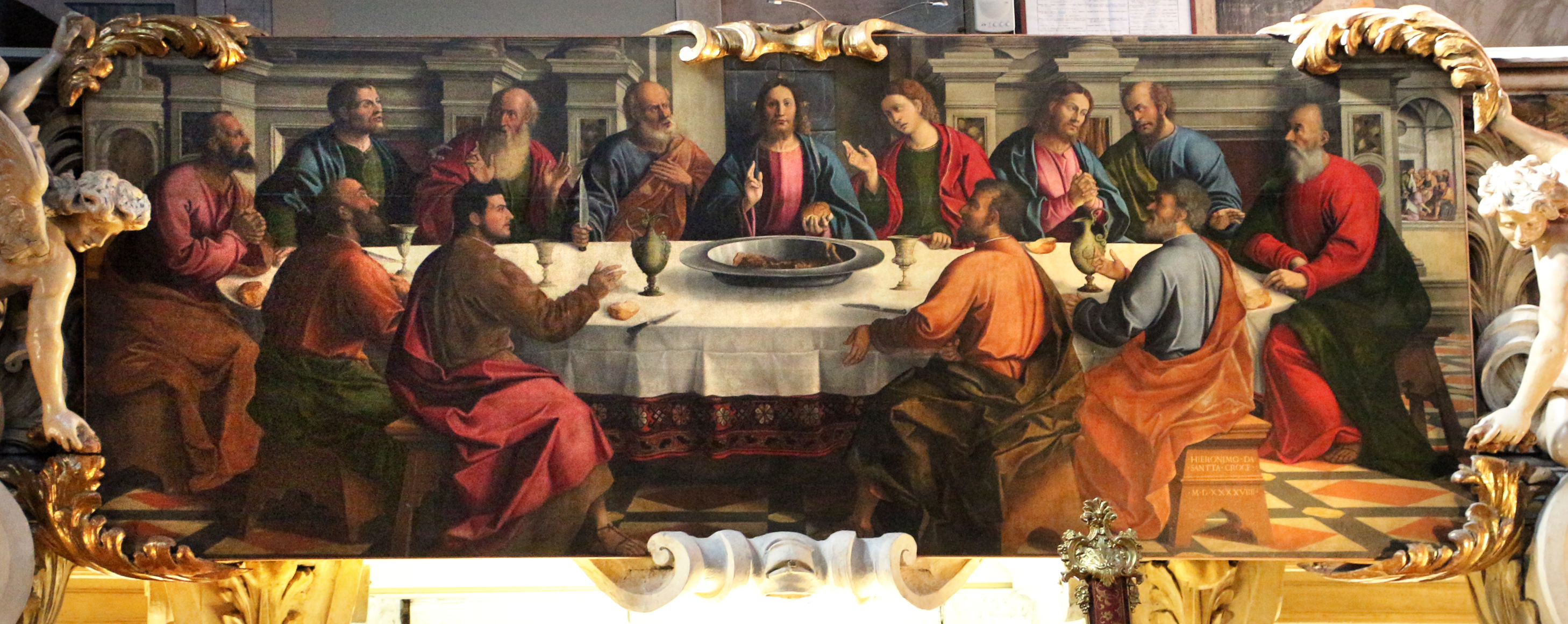
La cène, œuvre de Girolamo Santacroce

### Scuola attenante
Accrochée à droite de la façade se trouve le petit bâtiment de la scuola di San Martino, construite vers 1530 par l'Arte dei Calafai de l'Arsenal (calefeutreurs). Elle fut partiellement reconstruite en 1584 et restaurée en 1772. Au-dessus de la porte se trouve un bas-relief de Saint Martin partageant son manteau avec un pauvre.

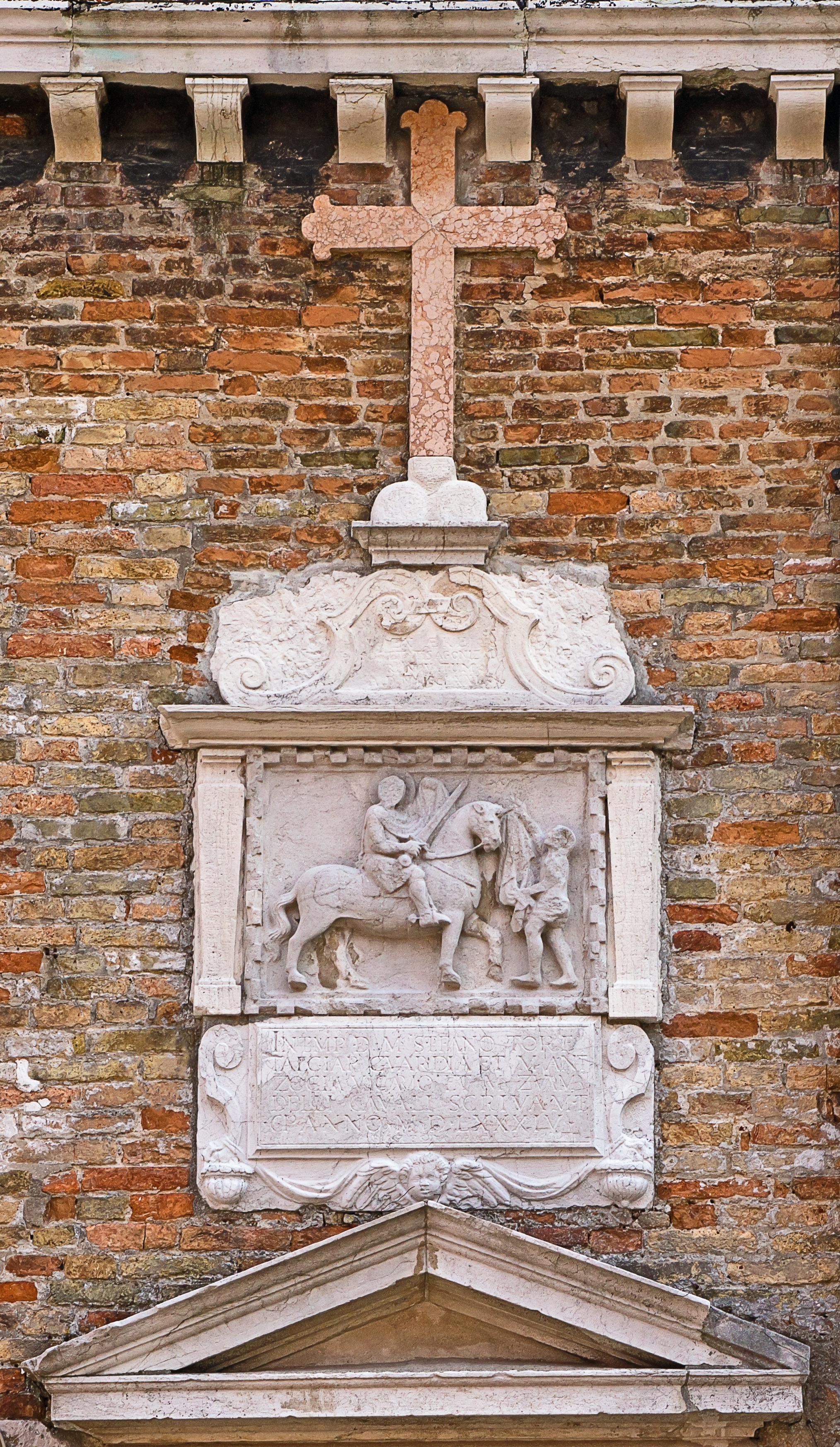
Bas-relief représentant le saint,  au-dessus de l'entrée de l’oratoire sur la façade principale (XVe siècle).
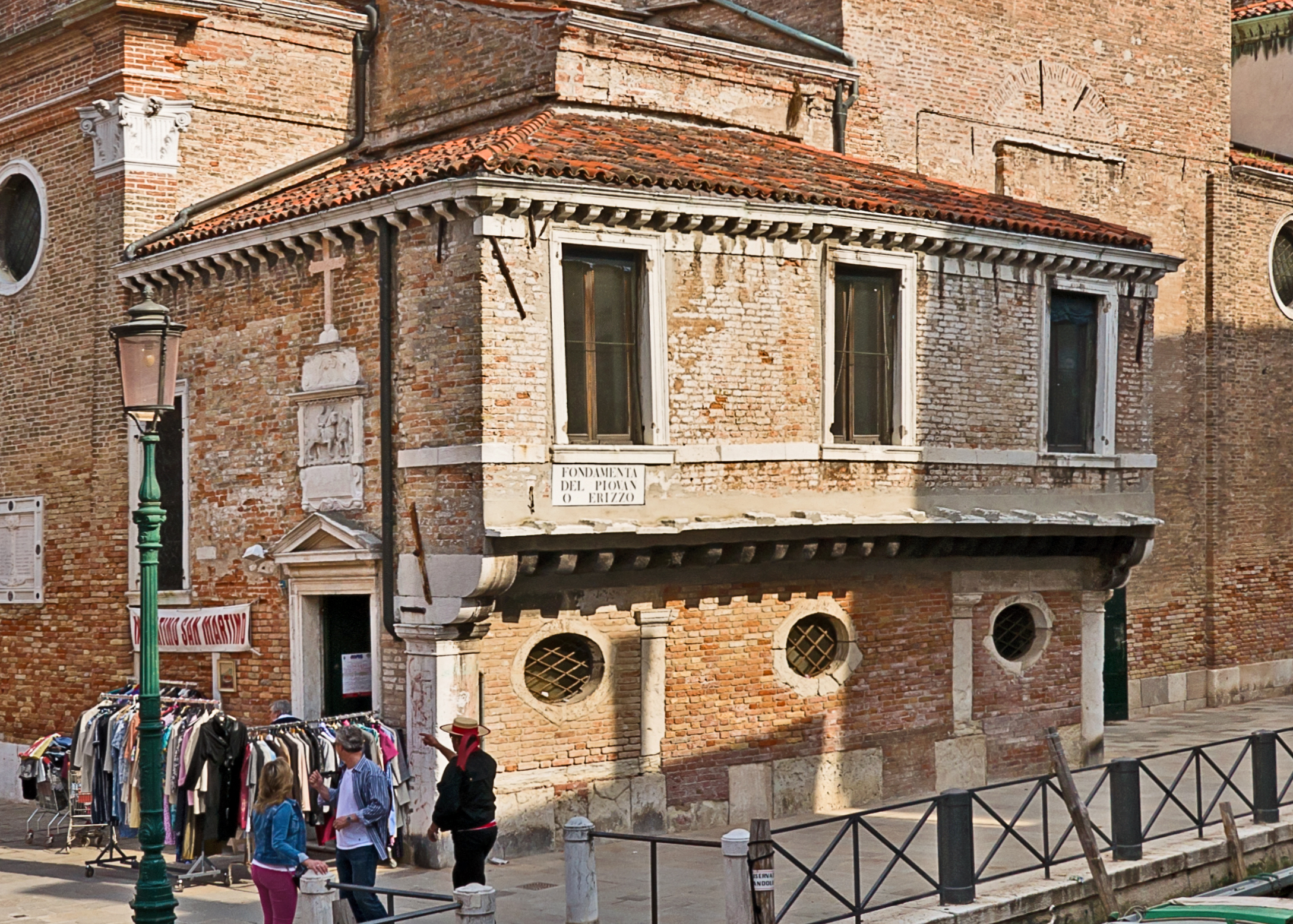
La scuola de Saint-Martin
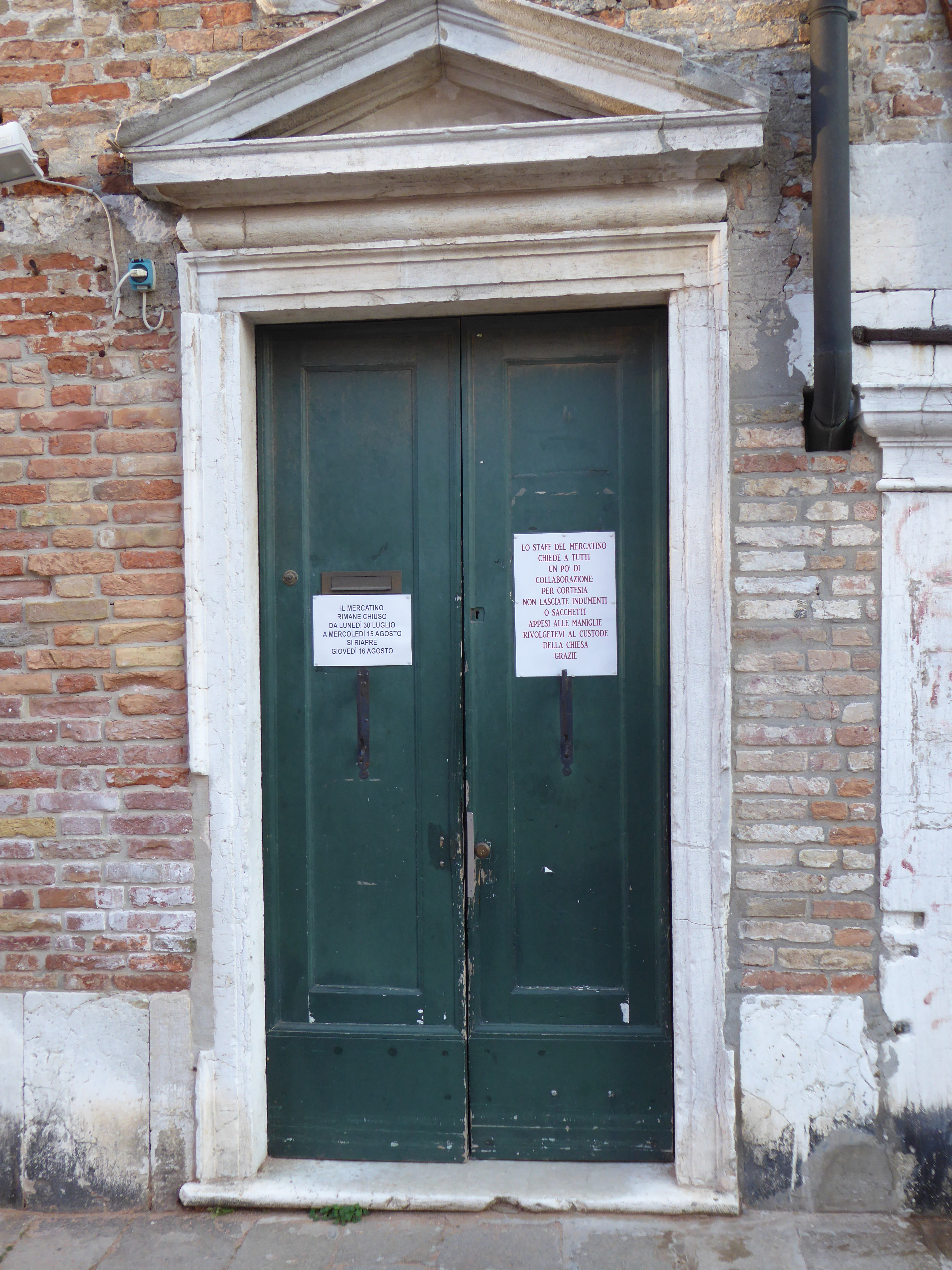
Le portail de la scuola